# Afonsim
Afonsim é uma povoação portuguesa do Município de Vila Pouca de Aguiar que foi sede da extinta Freguesia de Afonsim, freguesia que tinha 11,07 km² de área e 183 habitantes (2011) e, por isso, uma densidade populacional de 16,5 hab/km². 
A Freguesia de Afonsim foi extinta (agregada) pela reorganização administrativa de 2012/2013, tendo o seu território sido integrado na então criada Freguesia do Alvão.
A Freguesia de Afonsim incluía no seu território os seguintes lugares: Afonsim, Reguengo e Trandeiras.
Afonsim situa-se no planalto da Serra do Alvão, 5 km a noroeste da sede do município.

## População
| Número de habitantes | Número de habitantes | Número de habitantes | Número de habitantes | Número de habitantes | Número de habitantes | Número de habitantes | Número de habitantes | Número de habitantes | Número de habitantes | Número de habitantes | Número de habitantes | Número de habitantes | Número de habitantes | Número de habitantes |
| -------------------- | -------------------- | -------------------- | -------------------- | -------------------- | -------------------- | -------------------- | -------------------- | -------------------- | -------------------- | -------------------- | -------------------- | -------------------- | -------------------- | -------------------- |
| 1864                 | 1878                 | 1890                 | 1900                 | 1911                 | 1920                 | 1930                 | 1940                 | 1950                 | 1960                 | 1970                 | 1981                 | 1991                 | 2001                 | 2011                 |
| 321                  | 365                  | 333                  | 354                  | 391                  | 323                  | 370                  | 400                  | 455                  | 540                  | 515                  | 357                  | 236                  | 223                  | 183                  |

(Obs.: Número de habitantes "residentes", ou seja, que tinham a residência oficial neste município à data em que os censos se realizaram.)
| Distribuição da População por Grupos Etários em 2001 e 2011 | Distribuição da População por Grupos Etários em 2001 e 2011 | Distribuição da População por Grupos Etários em 2001 e 2011 | Distribuição da População por Grupos Etários em 2001 e 2011 | Distribuição da População por Grupos Etários em 2001 e 2011 | Distribuição da População por Grupos Etários em 2001 e 2011 | Distribuição da População por Grupos Etários em 2001 e 2011 | Distribuição da População por Grupos Etários em 2001 e 2011 | Distribuição da População por Grupos Etários em 2001 e 2011 | Distribuição da População por Grupos Etários em 2001 e 2011 |
| ----------------------------------------------------------- | ----------------------------------------------------------- | ----------------------------------------------------------- | ----------------------------------------------------------- | ----------------------------------------------------------- | ----------------------------------------------------------- | ----------------------------------------------------------- | ----------------------------------------------------------- | ----------------------------------------------------------- | ----------------------------------------------------------- |
| Idade                                                       | 0-14                                                        | 15-24                                                       | 25-64                                                       | > 65                                                        |                                                             | 0-14                                                        | 15-24                                                       | 25-64                                                       | > 65                                                        |
| 2001                                                        | 26                                                          | 37                                                          | 107                                                         | 53                                                          |                                                             | 11,7%                                                       | 16,6%                                                       | 48,0%                                                       | 23,8%                                                       |
| 2011                                                        | 15                                                          | 16                                                          | 106                                                         | 46                                                          |                                                             | 8,2%                                                        | 8,7%                                                        | 57,9%                                                       | 25,1%                                                       |

## Património
Esta é uma lista do Inventário do Património Arquitectónico baseado nas listagens do SIPA (Setembro de 2011). A antiga freguesia não possuía património classificado pelo IGESPAR.
| ID       | Designações                                                       | Categoria | Tipologia | Freguesia | Grau | Ano | Coordenadas              | Imagem |
| -------- | ----------------------------------------------------------------- | --------- | --------- | --------- | ---- | --- | ------------------------ | ------ |
| 97025104 | Igreja Paroquial de Afonsim / Igreja de Nossa Senhora da Assunção | Monumento | n/a       | Afonsim   | n/c  |     | 41.526328° N 7.681272° O |        |
| 97025471 | Capela de São Mamede                                              | Monumento | n/a       | Afonsim   | n/c  |     |                          |        |
| 97025472 | Capela de Santo António                                           | Monumento | n/a       | Afonsim   | n/c  |     |                          |        |

 Legenda: PM - Património Mundial · MN - Monumento Nacional · IIP - Imóvel de Interesse Público · MIP - Monumento de Interesse Público · CIP - Conjunto de Interesse Público · SIP - Sítio de Interesse Público · IIM - Imóvel de Interesse Municipal · MIM - Monumento de Interesse Municipal · CIM - Conjunto de Interesse Municipal · SIM - Sítio de Interesse Municipal · VC - Em vias de classificação · SPL - Sem proteção legal